# Roster Music
La Roster Music è un'etichetta discografica spagnola con sede a Barcellona. Fondata nel 2011 ha rimpiazzato la precedente casa discografica Vale Music sorta nel 1997. Specializzata soprattutto nel genere dance ha prodotto numerosi successi per artisti quali: Henry Mendez, Fraag Malas, Afrojack, Serebro, Gusttavo Lima, Charly Rodriguez, DJ Antoine, Michel Teló, André Olà, Jose de Rico e Ruth Lorenzo.
L'attuale presidente nonché general manager della società è Ricardo Campoy.